# Zanclorhynchus spinifer
Zanclorhynchus spinifer е вид лъчеперка от семейство Congiopodidae. Видът не е застрашен от изчезване.

## Разпространение и местообитание
Разпространен е в Австралия (Макуори), Френски южни и антарктически територии (Кергелен и Крозе), Хърд и Макдоналд и Южна Африка (Марион и Принц Едуард).
Обитава крайбрежията на океани и морета в райони с умерен климат. Среща се на дълбочина от 15 до 400 m, при температура на водата от 1,4 до 6,1 °C и соленост 33,7 – 34,5 ‰.

## Описание
На дължина достигат до 40 cm.